# Confine tra Messico e Stati Uniti d'America
Il confine tra Messico e Stati Uniti d'America divide i due Paesi da oceano ad oceano, correndo per circa 3000 chilometri e lambendo quattro Stati statunitensi e sei Stati messicani.

## Geografia
La frontiera si estende dall'Oceano Pacifico (Tijuana, Bassa California) a ovest fino al Golfo del Messico (Matamoros, Tamaulipas e Brownsville, Texas) a est, percorrendo in totale 3 169 km secondo i rapporti dell'International Boundary and Water Commission.
Lungo di esso si possono individuare due parti geograficamente molto diverse tra loro: le terre di confine fluviali ("river borderlands") tra il Golfo del Messico e Ciudad Juárez-El Paso, caratterizzato dalla presenza del fiume Rio Grande (Río Bravo) e le terre di confine desertiche ("desert borderlands") che prosegue dopo il fiume fino ad un'indeterminata zona ad ovest, caratterizzato appunto da territori desertici.
Da ovest a est, il confine corre lungo quattro stati USA: California, Arizona, Nuovo Messico e Texas. Sul versante messicano, invece, gli stati lambiti dal confine sono sei: Bassa California, Sonora, Chihuahua, Coahuila, Nuevo León, e Tamaulipas.
Le città situate lungo il confine sono caratterizzate da una fitta gamma di relazioni economiche
e commerciali con le città corrispondenti nell'altra sponda del confine, tanto da essere definite le città gemelle: ad esempio Tijuana e San Diego, Ciudad Juárez ed El Paso, Nuevo Laredo e Laredo, Matamoros e Brownsville. In totale, esistono 42 connessioni internazionali lungo il confine.

## Storia
L'area dove attualmente è situato il confine fu colonizzata dagli europei solo a partire dalla metà del XVI secolo, in seguito alla scoperta di giacimenti di argento. All'epoca la zona, pur sotto il teorico controllo spagnolo, veniva di fatto considerata una "terra di nessuno" a causa della scarsità di popolazione e divenne così un coacervo di coloni dalla nazionalità più disparata. Questa situazione durò fino al XIX secolo, quando, in seguito all'acquisizione della Louisiana da parte della Francia, gli Stati Uniti iniziarono una politica di espansione orientata dalla teoria del "destino manifesto".

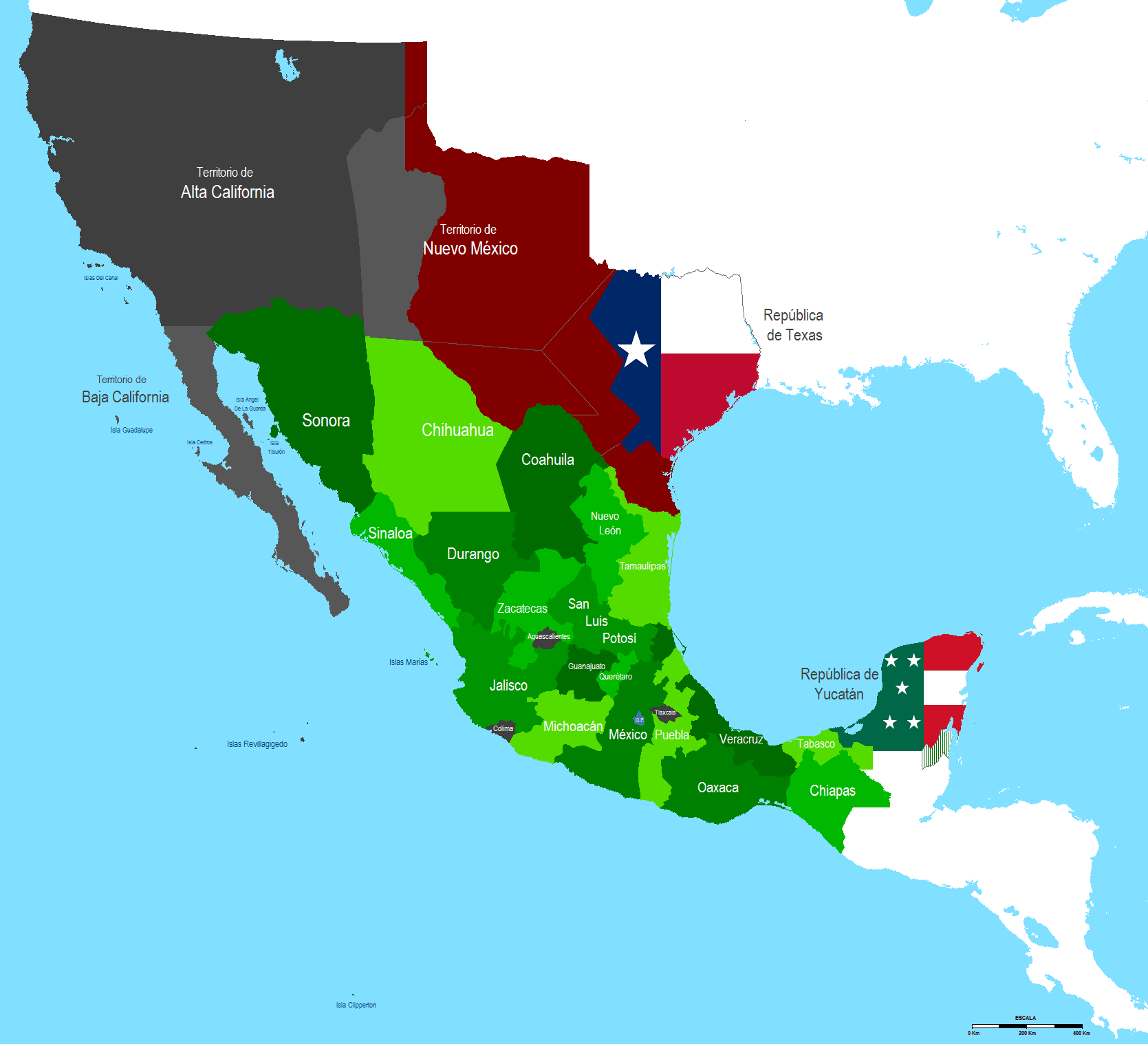
Mappa del Messico nel 1842.

Quasi contemporaneamente, a sud, il Messico riuscì ad ottenere l'indipendenza dalla Spagna; il confine iniziò così a divenire una zona ben definita, e allo scopo di creare una zona cuscinetto fra il proprio Stato e gli USA, il neonato governo messicano promosse l'insediamento di propri cittadini nell'area oggi nota come Texas. Tuttavia, il tentativo fallì in seguito alla dichiarazione di indipendenza dei texani, che nel 1836 si emanciparono dal Messico, per poi venire ammessi negli USA nel 1845.
Le tensioni e gli scontri tra statunitensi e messicani in Texas portarono infine alla guerra messico-statunitense, che iniziò nel 1846 e si concluse nel 1848 con il Trattato di Guadalupe Hidalgo. Questo costrinse il Messico a cedere circa 2 500 000 km² di territorio, pari al 55% del totale nazionale, comprese le aree degli attuali Stati di California, Arizona, Nuovo Messico, Utah, Nevada e parte di Colorado, Wyoming, Kansas e Oklahoma, venendo inoltre costretto ad abbandonare ogni pretesa sul Texas e sui territori tra il Rio Grande e il Rio Nueces.
Cinque anni dopo, l'Acquisto Gadsden completò la definizione del confine tra Messico e USA quale è oggi.
Nel corso dei decenni successivi, le città messicane poste lungo il confine iniziarono ad allacciare rapporti commerciali ed economici con le città statunitensi a nord; tra il 1876 e il 1910, sotto la presidenza del messicano Porfirio Díaz, questi rapporti si fecero sempre più stretti, anche a livello istituzionale. Furono costruite numerose ferrovie che attraversavano il confine, facilitando gli scambi, e molte aziende e società statunitensi effettuarono investimenti oltre confine, soprattutto in campo minerario. Agli inizi del XX secolo le agenzie statunitensi controllavano circa l'80% degli stabilimenti industriali messicani nella zona di confine e vi avevano investito 125 milioni di dollari.

## Migrazione attraverso il confine

### Dati dell'immigrazione messicana verso gli Stati Uniti

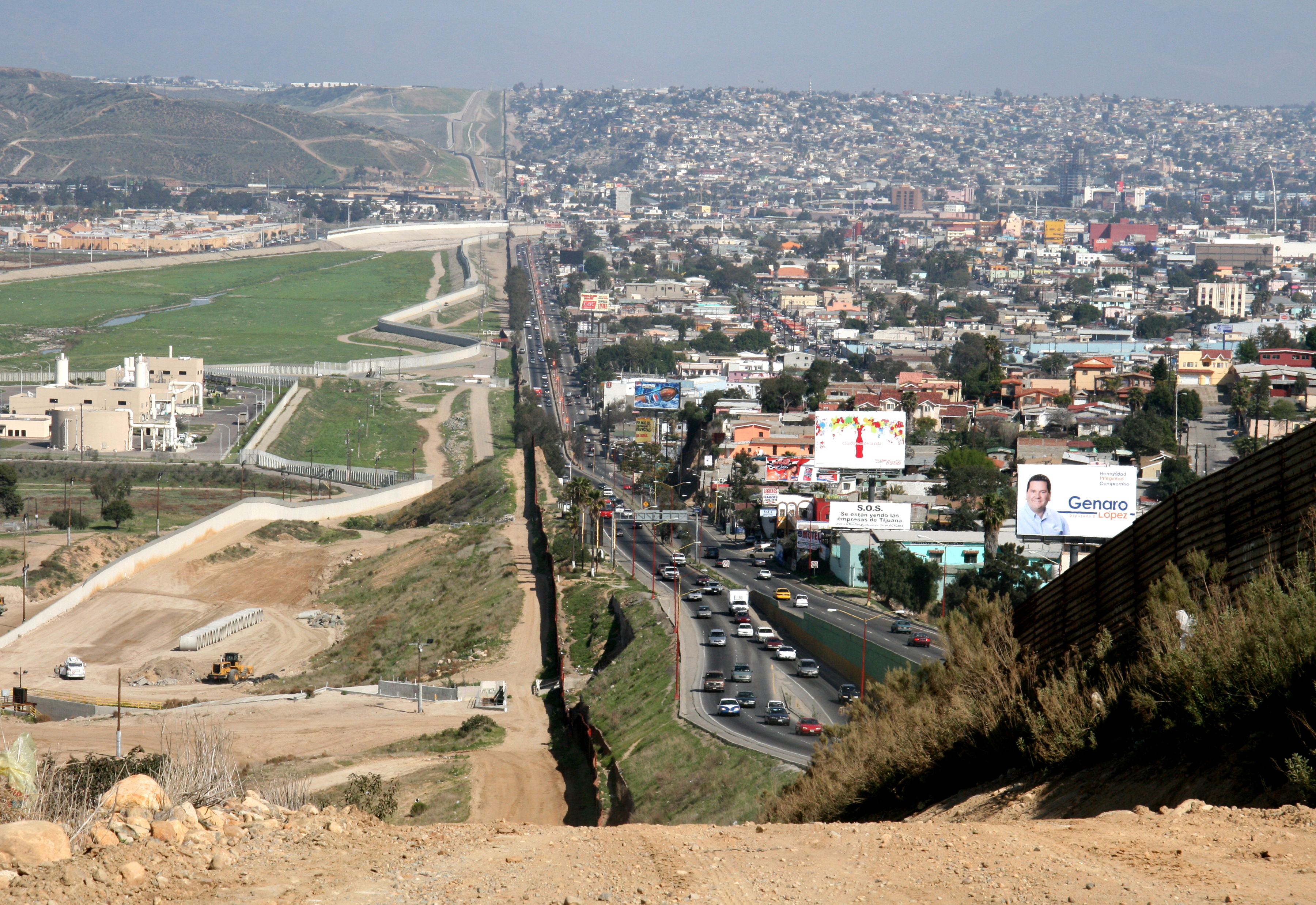
Il confine nei pressi di San Diego, a sinistra, e Tijuana, a destra.

Stime ufficiali indicano come questo sia uno dei confini maggiormente attraversati del mondo, registrando circa 250 milioni di passaggi di persone che ogni anno vanno da un paese all'altro legalmente.. Fra di esse, hanno una notevole rilevanza gli emigranti che abbandonano il Messico diretti verso gli Stati Uniti.
È possibile individuare nel corso del XX secolo quattro diverse tipologie di
migranti provenienti dall'area messicana diretti in particolare negli Stati Uniti.
- I braceros, immigrati che, essendo dotati di un regolare contratto di lavoro sono stati ammessi legalmente nel territorio statunitense. Essi sono lavoratori temporanei, che hanno caratterizzato il periodo intorno al 1942 grazie ad accordi tra il governo messicano e quello statunitense, con l'obiettivo da parte di quest'ultimo di rispondere all'esigenza di manodopera dovuta all'intervento nella seconda guerra mondiale. Caratterizzarono l'epoca dei braceros" in cui si introdusse l'utilizzo delle quote di immigrati-lavoratori da contattare.
- I trasmigranti o "commuters" o "tarjetas verdes" (dal colore del documento del permesso di soggiorno - "Green Card"), in altre parole persone residenti in Messico ma autorizzati a lavorare negli Stati Uniti. Il periodo coinvolto ha inizio negli anni venti.
- Gli immigrati legali, vale a dire le persone ammesse dalle autorità statunitensi con un regolare visto d'ingresso.
- Gli immigrati illegali, sprovvisti in pratica del documento, essi non rientrano nelle quote statunitensi dei lavoratori "necessari" e quindi cercano di entrare in modo clandestino. Negli anni cinquanta divenne un vero e proprio problema politico, che culminò nel 1954 con una campagna di deportazione massiccia di indocumentados, la "Wetback Operation".

### Controllo statunitense della frontiera
Spesso, per il governo statunitense, il tema dell'immigrazione messicana è visto come un problema di criminalità e di traffici di droga da risolvere anche tramite l'esercito.
La gestione della frontiera venne regolamentata dalla legge statunitense detta Simpson-Rodino (in realtà il nome ufficiale è Immigration Reform and Control Act) e negli anni novanta trovò le sue applicazioni pratiche: un muro d'acciaio lungo più di 30 chilometri tra San Diego e Tijuana (detto "Muro di Tijuana") e l'introduzione di alcune strategie congiunte di controllo territoriale nei punti della frontiera maggiormente soggetta a traffici clandestini.
Nel 2010, il lato statunitense del confine era pattugliato da più di 20 000 guardie di frontiera, appartenenti al corpo dei "border patrol agents". Tuttavia, si stima che queste riescano ad operare un controllo effettivo su poco più di un terzo dell'estensione totale del confine

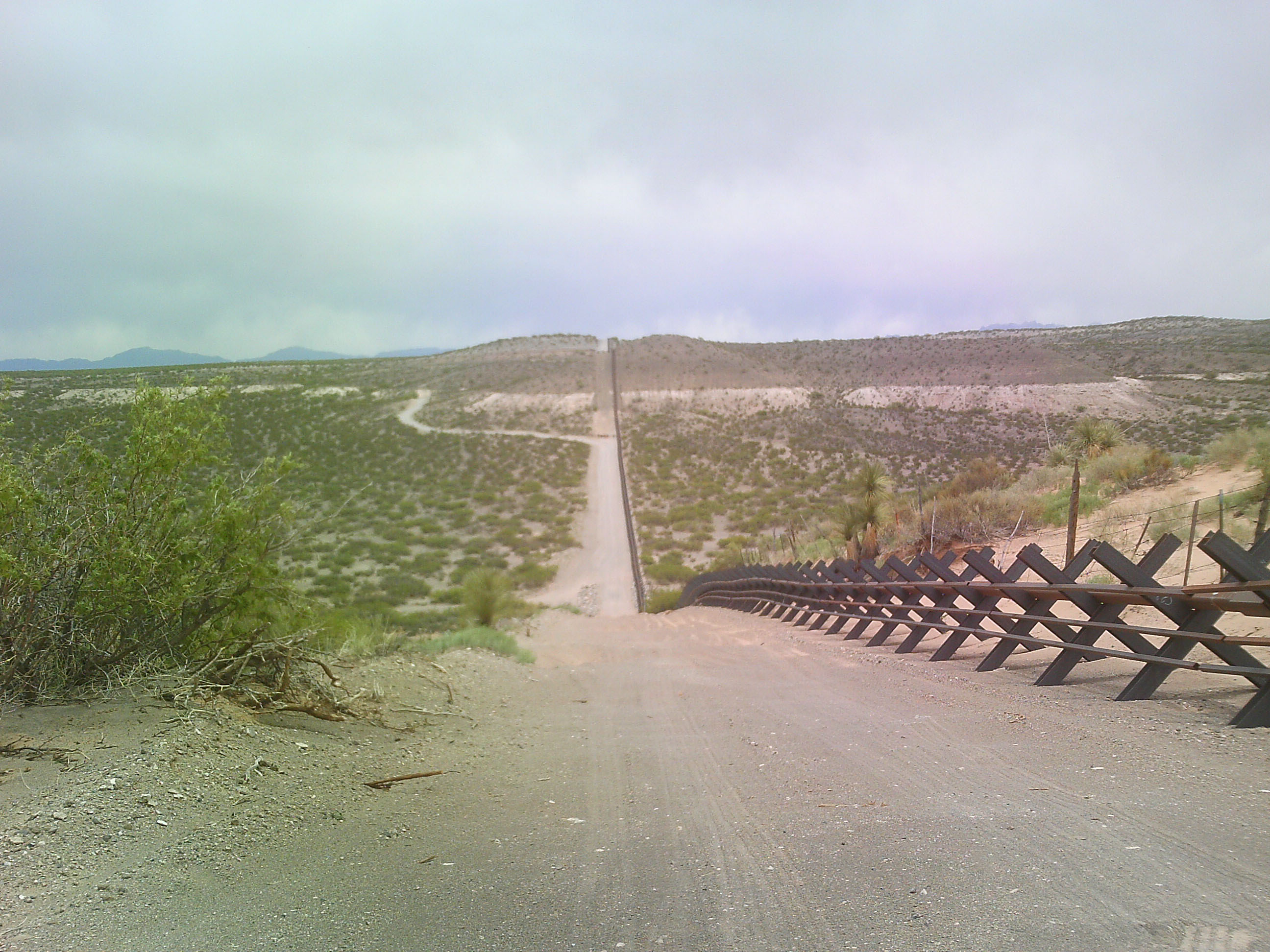
Barriera di confine nel deserto del Nuovo Messico.

Si stima che mezzo milione di immigranti provenienti dal Messico attraversino illegalmente il confine ogni anno. Il presidio dei Border Patrol si concentra principalmente nei pressi delle grandi città di confine, come San Diego o El Paso; queste misure, tuttavia, incoraggiano la dispersione degli emigranti illegali nelle zone rurali meno controllate, causandone un elevato tasso di mortalità, essendo queste zone per lo più desertiche ed inospitali.

### Il cammino dell'indocumentado
Dall'altro lato della frontiera, invece, in Messico il fenomeno emigratorio viene visto come una "soluzione" per far fronte a situazioni disagevoli della società, quindi non è mai stato affrontato seriamente come un problema sociologico.
Il contesto da cui partono gli emigranti illegali, detti "indocumentados", è molto particolare: gli aeroporti messicani sono tappezzati da manifesti orgogliosi dei compatrioti che emigrano, e programmi bilaterali o delle agenzie internazionali dei diritti umani fanno il possibile per impedire o rendere meno drammatico il difficile viaggio verso i più ricchi Paesi del nord.
Per molti questa tappa arriva dopo un lungo percorso che parte da altre zone sudamericane e dunque attraverso numerosi rischi e pericoli. Oltre ai pericoli naturali rappresentati dai fiumi e dal deserto ci sono anche quelli rappresentati dagli uomini: i coyotes (trafficanti di immigrati clandestini) abbandonano qui i propri "clienti" ad un destino che vede il rischio di essere derubati da criminali qualunque o avere a che fare con le autorità messicane e
statunitensi; pagare è spesso l'unico modo di proseguire il viaggio e la mordida (la tangente) è uno strumento ormai consolidato.
Il governo messicano ha avviato due iniziative per far fronte alla questione dei migranti: il Grupo Beta e il Programma Paisano. Il primo è un gruppo di polizia speciale che è stato creato per difendere gli indocumentados scortandoli o raccogliendo le denunce riguardanti i maltrattamenti subiti dalle forze di polizia (si registrano però anche denunce agli stessi agenti del Grupo Beta).

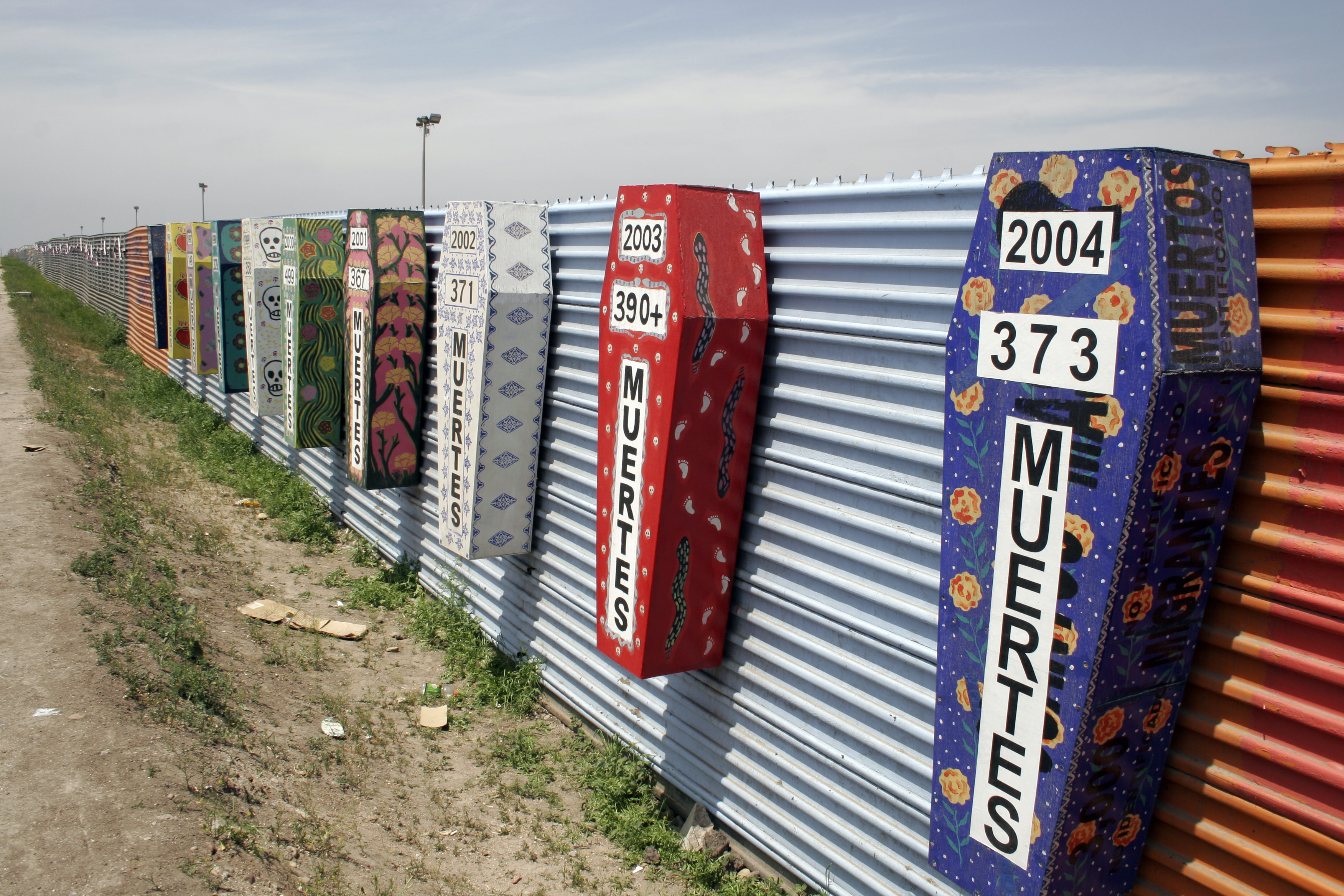
Il "Muro di Tijuana", ironicamente decorato con delle bare, a ricordare i migranti che muoiono ogni anno nel tentativo di attraversare il confine.

La seconda iniziativa, invece, è un sistema di assistenza che si occupa di varie iniziative come la distribuzione di materiale informativo sui diritti umani e sui centri utili ai migranti.
L'assistenza più efficace viene però fornita da organismi privati, nella frontera norte il
principale è la Casa del Migrante (Tijuana e Ciudad Juárez).
Ai "fortunati" migranti che riescono ad entrare nel territorio statunitense poi, si prospettano una nuova serie di problemi, spesso estremamente pericolosi. Durante l'attraversamento della frontiera sono frequenti gli abusi della Border Patrol (la polizia di frontiera degli Usa), molti di essi riguardano soprattutto le donne. Luogo di desaparicion e di morte quindi, di territori controllati dai nuovi cartelli del traffico internazionale della droga a cui si aggiunge la diffidenza della popolazione oltre frontiera che in alcuni casi sfocia in un vero e proprio conflitto.
È diventata virale la foto che raffigura un uomo ed una bambina morti nel Rio Bravo mentre cercavano di oltrepassare il confine. L’immagine li raffigura arenati sulla sponda del fiume ancora abbracciati.